# اگری سیستمز
اگری سیستمز (انگلیسی: Agere Systems) شرکت سخت‌افزار آمریکایی است، که در سال ۲۰۰۲ توسط شرکت لوسنت تأسیس شد.